# Зрение
Зрение e способността на живите същества да възприемат информация за околния свят, като улавят и анализират светлинните лъчи, които достигат до специални предназначени за целта органи – очи.
Различните физиологични компоненти засягащи зрението се означават обобщено като зрителна система и са обект на много изследвания в областта на психологията, когнитивната наука и молекулярната биология.
Микроскопичните животински видове не притежават зрение, тъй като възприемането на светлината (особено направлението на лъчите) изисква относително големи очи, съдържащи оптични елементи (фокусираща леща, бленди и пр.) Членестоногите имат прости и фасетни очи, ясно различими при насекоми като муха или пчела.